# آن لويز غريغوري ريتر
آن لويز غريغوري ريتر (بالإنجليزية: Anne Louise Gregory Ritter)‏ هي صانعة الفخار أمريكية، ولدت في 1868 في بلاتسبورغ في الولايات المتحدة، وتوفيت في 1929 في دنفر في الولايات المتحدة.